# Reyare Thomas
Reyare Thomas (* 23. November 1987 in Chaguanas) ist eine Sprinterin aus Trinidad und Tobago.

## Sportliche Laufbahn
Erste internationale Erfahrungen sammelte Reyare Thomas bei den CARIFTA-Games 2006 in Les Abymes, bei denen sie im 200-Meter-Lauf in der ersten Runde ausschied und mit der trinidadisch-tobagischen 4-mal-100-Meter-Staffel in 45,72 s die Bronzemedaille gewann. Anschließend gewann sie auch bei den Zentralamerika- und Karibik-Juniorenmeisterschaften (CAC) in Port of Spain mit 45,75 s Bronze mit der Staffel. 2007 gelangte sie bei den NACAC-Meisterschaften in San Salvador über 200 Meter bis in das Halbfinale, in dem sie mit 24,21 s ausschied. Daraufhin nahm sie an den Panamerikanischen Spielen in Rio de Janeiro teil und schied auch dort mit 24,10 s in der ersten Runde aus. 2009 gewann sie bei den CAC-Meisterschaften in Havanna in 23,61 s die Bronzemedaille, wie auch in 43,75 s mit der 4-mal-100-Meter-Staffel. Mit der Staffel nahm sie später an den Weltmeisterschaften in Berlin teil und belegte dort in 43,43 s den sechsten Platz. 2010 schied sie bei den CAC-Spielen in Mayagüez im 100-Meter-Lauf in der ersten Runde aus und belegte mit der Staffel in 45,01 s Rang fünf.
Bei den CAC-Meisterschaften in Morelia schied sie über 100 Meter im Vorlauf aus und gewann im Staffelbewerb in 43,67 s die Silbermedaille. Anschließend schied sie bei den Weltmeisterschaften in Moskau mit 43,01 s im Vorlauf der 4-mal-100-Meter-Staffel aus. Bei den IAAF World Relays 2014 auf den Bahamas sicherte sie sich in 42,66 s Rang drei und kam mit der 4-mal-200-Meter-Staffel nicht ins Ziel. Bei den Commonwealth Games in Glasgow im August erreichte sie über 200 Meter das Halbfinale, in dem sie mit 23,35 s ausschied und kam mit der Stafette aus Trinidad und Tobago in 44,78 s auf den achten Platz. Bei den World Relays 2015 gelangte sie in 42,88 s auf Rang fünf und wurde bei den Panamerikanischen Spielen in Toronto in 23,32 s Siebte über 200 Meter und kam mit der Staffel nicht ins Ziel. Anschließend gewann sie mit der Staffel in 44,24 s die Bronzemedaille bei den NACAC-Meisterschaften in San José und wurde über 100 Meter in 11,54 s Achte.  Bei den Weltmeisterschaften Peking gelangte sie im 200-Meter-Bewerb bis ins Halbfinale und gewann in der 4-mal-100-Meter-Staffel in 42,03 s die Bronzemedaille.
2016 qualifizierte sie sich für die Olympischen Spiele in Rio de Janeiro, bei denen sie im 200-Meter-Lauf mit 22,97 s im Vorlauf ausschied. Bei den IAAF World Relays 2017 gelangte sie in 1:32,63 min auf den vierten Platz mit der 4-mal-200-Meter-Staffel. 2018 nahm sie erneut an den Commonwealth Games im australischen Gold Coast teil und wurde in 11,51 s Siebte im 100-Meter-Bewerb. Zudem belegte sie mit der Staffel in 43,50 s den vierten Platz. Anschließend gewann sie bei den Zentralamerika- und Karibikspielen in Barranquilla in 43,61 s die Silbermedaille und belegte sie bei den NACAC-Meisterschaften in Toronto in 23,73 s den achten Platz. Bei den IAAF World Relays 2019 in Yokohama wurde sie in der 4-mal-100-Meter-Staffel disqualifiziert und bei den Weltmeisterschaften in Doha schied sie mit 42,75 s im Vorlauf aus. 2022 kam sie bei den NACAC-Meisterschaften in Freeport im Finale über 200 Meter nicht ins Ziel und belegte mit der Staffel in 43,81 s den vierten Platz. Im Jahr darauf gewann sie bei den Zentralamerika- und Karibikspielen in San Salvador in 43,43 s die Silbermedaille mit der Staffel hinter dem kubanischen Team und im August schied sie bei den Weltmeisterschaften in Budapest mit 42,85 s im Vorlauf aus. Ende Oktober belegte sie bei den Panamerikanischen Spielen in Santiago de Chile in 11,69 s den sechsten Platz über 100 Meter und gelangte mit 23,79 s auf Rang fünf über 200 Meter.
2008 und 2012 wurde Thomas Trinidadisch-tobagische Meisterin im 200-Meter-Lauf sowie 2012 und 2018 mit der 4-mal-100-Meter-Staffel. Sie absolvierte ein Studium der Sozialwissenschaften an der Abilene Christian University.

## Persönliche Bestzeiten
- 100 Meter: 11,22 s (+1,4 m/s), 27. Juni 2015 in Port of Spain
  - 60 Meter (Halle): 7,37 s, 3. Februar 2012 in Charleston
- 200 Meter: 22,72 s (+1,6 m/s), 26. Juni 2016 in Port of Spain
  - Halle: 23,51 s, 9. März 2013 in Birmingham